# ぎゃろっぷ
株式会社ぎゃろっぷ（英: GALLOP Co.,Ltd.）は、日本のアニメ制作会社。日本動画協会正会員。

## 概要
旧虫プロダクションの撮影出身でアニメ撮影スタジオ「東京アニメーションフィルム」（現：アニメフィルム）所属の撮影監督だった若菜章夫が独立して、1978年12月13日、アニメ撮影専門会社「有限会社スタジオぎゃろっぷ」を設立。スタジオぴえろ（現：ぴえろ）やグループ・タックなどの撮影を請け負っていた。1983年にテレコム・アニメーションフィルムから演出の早川啓二、作画の丹内司や山内昇寿郎らスタッフが加わり、『スプーンおばさん』でグロス請けを始めた。
1986年にOVA『県立地球防衛軍』から本格的に元請制作を開始し、1988年にテレビアニメ『キテレツ大百科』から初の自社単独よる元請制作を開始。藤子アニメではシンエイ動画制作の『ドラえもん』に次ぐ8年に及ぶ長期作品となった。
制作能力の拡大に伴って、宮城県仙台市に仕上げスタジオ「ぎゃろっぷ仙台」を構えたが、1990年に所属スタッフがぎゃろっぷから独立し「仙台アニメーション」を設立した。同社は1993年まで活動したのち、解散している。
1992年の『姫ちゃんのリボン』から『こどものおもちゃ』（1998年終了）に至る、「りぼん」原作・テレビ東京系列金曜18時枠の一連の作品（他に『赤ずきんチャチャ』、『ナースエンジェルりりかSOS』）で、アニメファンの注目を浴びた。
1994年、韓国の制作会社「同友アニメーション」（Dong Woo Animation）と提携して海外委託ルートを確保。制作下請け発注の他、韓国での放送も視野に入れた作品の共同制作を行った。
1998年に放送開始した『おじゃる丸』よりデジタル制作を開始。同社を代表する最長寿作品となっている。2001年2月27日、現在の社名に商号変更した。
2012年に杉村重郎が代表取締役に就任したが、2013年に杉村が代表取締役を退任し若菜が再び代表取締役に就任した。
2023年、若菜が代表取締役を再び退任し代表取締役会長に就任。後任の代表取締役社長には早間絵里が就任した。
『おじゃる丸』の他、長らく『遊☆戯☆王』シリーズの制作を手掛けていたが、『遊☆戯☆王VRAINS』を最後に制作が他社（ブリッジ）へ移行し、新規の元請作品も減少。翌2018年頃より東映アニメーションからのグロス請けや共同制作が中心となっていたが、2022年末に『おじゃる丸』以外の新規の元請け作品としては約5年ぶりである『僕とロボコ』を制作。
過去には、辻初樹・渡辺はじめ・時永宜幸・小林一幸・石井邦幸などのスタッフが所属した。

## 作品履歴

### テレビアニメ
| 開始年 | 放送期間          | タイトル                         | 名義                           | 監督                     | アニメーション プロデューサー         | 原作                    | 備考                                        |
| ------ | ----------------- | -------------------------------- | ------------------------------ | ------------------------ | ------------------------------------- | ----------------------- | ------------------------------------------- |
| 1988年 | 3月 - 1996年6月   | キテレツ大百科                   | スタジオぎゃろっぷ             | 渡部高志 葛岡博 早川啓二 | 若菜章夫                              | 漫画                    |                                             |
| 1989年 | 4月 - 1990年3月   | ミラクルジャイアンツ童夢くん     | スタジオぎゃろっぷ             | 渡部高志                 | 木村健吾                              | 漫画                    |                                             |
| 1989年 | 10月 - 1990年3月  | がきデカ                         | スタジオぎゃろっぷ             | 山田雄三                 | 徳永元嘉                              | 漫画                    |                                             |
| 1990年 | 4月 - 1991年3月   | たんけんゴブリン島               | スタジオぎゃろっぷ             | N/A                      | N/A                                   | オリジナル              |                                             |
| 1990年 | 10月 - 1991年9月  | RPG伝説ヘポイ                    | スタジオぎゃろっぷ             | 石蔵武 なみきまさと      | 徳永元嘉                              | オリジナル              |                                             |
| 1991年 | 10月 - 1992年9月  | ゲンジ通信あげだま               | スタジオぎゃろっぷ             | なみきまさと             | 若菜章夫                              | オリジナル              |                                             |
| 1992年 | 4月 - 1993年3月   | 地球SOS それいけコロリン         | スタジオぎゃろっぷ             | 高本宣弘                 | N/A                                   | オリジナル              |                                             |
| 1992年 | 10月 - 1993年12月 | 姫ちゃんのリボン                 | スタジオぎゃろっぷ             | 辻初樹                   | 若菜章夫                              | 漫画                    |                                             |
| 1993年 | 5月 - 1994年2月   | ドラゴンリーグ                   | スタジオぎゃろっぷ             | 高本宣弘                 | 若菜章夫 越野武司                     | オリジナル              |                                             |
| 1994年 | 1月 - 1995年6月   | 赤ずきんチャチャ                 | スタジオぎゃろっぷ             | 辻初樹                   | 若菜章夫                              | 漫画                    |                                             |
| 1995年 | 7月 - 1996年3月   | ナースエンジェルりりかSOS        | スタジオぎゃろっぷ             | 大地丙太郎               | 若菜章夫                              | 漫画                    |                                             |
| 1996年 | 1月 - 1997年11月  | るろうに剣心 -明治剣客浪漫譚-    | スタジオぎゃろっぷ             | 古橋一浩                 | 若菜章夫                              | 漫画                    | 第66話まで制作                              |
| 1996年 | 4月 - 1998年3月   | こどものおもちゃ                 | スタジオぎゃろっぷ             | 大地丙太郎               | 杉村重郎                              | 漫画                    |                                             |
| 1996年 | 6月 - 2008年11月  | こちら葛飾区亀有公園前派出所     | スタジオぎゃろっぷ →ぎゃろっぷ | [ 注 7 ]                 | [ 注 8 ]                              | 漫画                    |                                             |
| 1998年 | 4月 - 12月        | 頭文字D                          | スタジオぎゃろっぷ             | 三沢伸                   | 茂垣弘道                              | 漫画                    | 共同制作：スタジオコメット                  |
| 1998年 | 10月 -            | おじゃる丸                       | スタジオぎゃろっぷ →ぎゃろっぷ | 大地丙太郎               | 若菜章夫 河村義治 田中日出男          | オリジナル              | 初のデジタル制作作品                        |
| 2000年 | 4月 - 12月        | トランスフォーマー カーロボット  | スタジオぎゃろっぷ             | 関田修                   | 杉村重郎                              | メディア ミックス       | 制作協力：同友動画                          |
| 2000年 | 4月 - 2004年9月   | 遊☆戯☆王デュエルモンスターズ     | スタジオぎゃろっぷ             | 杉島邦久                 | 別府幸司                              | 漫画                    |                                             |
| 2002年 | 1月 - 9月         | きっかけはラフくん               | ぎゃろっぷ                     | 高松信司                 | 土屋貴彦                              | マスコット キャラクター |                                             |
| 2002年 | 4月 - 9月         | フォルツァ!ひでまる              | ぎゃろっぷ                     | 高本宣弘                 | 土屋貴彦 金英斗                       | 漫画                    |                                             |
| 2004年 | 4月 - 2005年7月   | モリゾーとキッコロ               | ぎゃろっぷ                     | 高橋良輔                 | 若菜章夫                              | オリジナル              | 共同制作：NHKエンタープライズ               |
| 2004年 | 4月 - 2005年3月   | レジェンズ 甦る竜王伝説          | ぎゃろっぷ                     | 大地丙太郎               | 若菜章夫 →杉村重郎                    | メディア ミックス       | 制作協力：DONGWOO ANIMATION                 |
| 2004年 | 10月 - 2008年3月  | 遊☆戯☆王デュエルモンスターズGX   | ぎゃろっぷ                     | 辻初樹                   | 長谷川徹 →田中日出男                  | 漫画                    |                                             |
| 2005年 | 4月 - 2008年3月   | アイシールド21                   | ぎゃろっぷ                     | 西田正義 片貝慎          | 河村義治                              | 漫画                    |                                             |
| 2005年 | 10月 - 2006年9月  | アニマル横町                     | ぎゃろっぷ                     | 西本由紀夫 Nam jong-sik  | 土屋貴彦                              | 漫画                    | 共同制作：同友アニメーション                |
| 2006年 | 9月 - 11月        | 遊☆戯☆王デュエルモンスターズALEX | ぎゃろっぷ                     | 小野勝巳                 | 長谷川徹                              | 漫画                    | 国内未放送作品 制作協力：同友アニメーション |
| 2006年 | 10月 - 12月       | 働きマン                         | ぎゃろっぷ                     | 小野勝巳                 | 土屋貴彦                              | 漫画                    |                                             |
| 2007年 | 4月 - 2008年3月   | 優しさと感動のこだま             | ぎゃろっぷ                     | 小野勝巳                 | N/A                                   | オリジナル              |                                             |
| 2008年 | 4月 - 2011年3月   | 遊☆戯☆王5D's                     | ぎゃろっぷ                     | 小野勝巳 菱川直樹        | 田中日出男                            | 漫画                    |                                             |
| 2009年 | 4月 - 2011年3月   | 毎日かあさん                     | ぎゃろっぷ                     | 本郷みつる               | 土屋貴彦 水田賢治 後藤史臣 Ha Hae Ran | 漫画                    | 第96話まで制作 共同制作：同友アニメーション |
| 2011年 | 4月 - 2012年9月   | 遊☆戯☆王ZEXAL                    | ぎゃろっぷ                     | 桑原智                   | 杉村重郎 古谷大輔 田中日出男 土屋貴彦 | 漫画                    |                                             |
| 2012年 | 10月 - 2014年3月  | 遊☆戯☆王ZEXAL II                 | ぎゃろっぷ                     | 桑原智                   | 杉村重郎 古谷大輔 田中日出男 土屋貴彦 | 漫画                    |                                             |
| 2014年 | 4月 - 2017年3月   | 遊☆戯☆王ARC-V                    | ぎゃろっぷ                     | 小野勝巳                 | 杉村重郎 西山雅尚 河村義治            | 漫画                    |                                             |
| 2017年 | 5月 - 2019年9月   | 遊☆戯☆王VRAINS                   | ぎゃろっぷ                     | 細田雅弘 浅野勝也        | 水田賢治 佐藤義人                     | 漫画                    |                                             |
| 2018年 | 10月 - 2019年3月  | 爆釣バーハンター                 | ぎゃろっぷ                     | セトウケンジ             | 土屋貴彦 田中日出男                   | メディア ミックス       | 共同制作：東映アニメーション                |
| 2022年 | 4月 -             | ふしぎ駄菓子屋 銭天堂            | ぎゃろっぷ                     | 小野勝巳                 | 市川正純 黒田博亮                     | 児童小説                | 第53話から制作 共同制作：東映アニメーション |
| 2022年 | 12月 - 2023年6月  | 僕とロボコ                       | ぎゃろっぷ                     | 大地丙太郎               | 諸岡光歩                              | 漫画                    |                                             |
| 2024年 | 10月 - 2025年3月  | 科学×冒険サバイバル!             | ぎゃろっぷ                     | 細田雅弘                 | 水田賢治                              | 漫画                    | 第1シリーズ                                 |
| 2025年 | 10月 -            | 科学×冒険サバイバル!             | ぎゃろっぷ                     | 細田雅弘                 | 未公表                                | 漫画                    | 第2シリーズ                                 |

### テレビスペシャル
| 放映年 | タイトル                                                      | 名義               | 備考                     |
| ------ | ------------------------------------------------------------- | ------------------ | ------------------------ |
| 1989年 | 藤子・F・不二雄アニメスペシャル SFアドベンチャー T・Pぼん     | スタジオぎゃろっぷ | 制作協力：小学館、バップ |
| 1990年 | 宇宙を夢みた男たち                                            | スタジオぎゃろっぷ |                          |
| 1993年 | 太陽の日アニメスペシャル 太陽がいっぱい                       | スタジオぎゃろっぷ |                          |
| 2009年 | 川の光                                                        | ぎゃろっぷ         |                          |
| 2016年 | こちら葛飾区亀有公園前派出所 THE FINAL 両津勘吉 最後の日      | ぎゃろっぷ         |                          |
| 2018年 | アニ×パラ〜あなたのヒーローは誰ですか〜 episode4 ゴールボール | ぎゃろっぷ         |                          |
| 2023年 | アニ×パラ〜あなたのヒーローは誰ですか〜 episode16 パラカヌー  | ぎゃろっぷ         |                          |

### 劇場アニメ
| 公開年 | タイトル                                                                   | 名義               | 監督         | アニメーション プロデューサー | 備考                                       |
| ------ | -------------------------------------------------------------------------- | ------------------ | ------------ | ----------------------------- | ------------------------------------------ |
| 1989年 | アニメ三銃士 アラミスの冒険                                                | スタジオぎゃろっぷ | 湯山邦彦     | 若菜章夫                      |                                            |
| 1997年 | るろうに剣心 -明治剣客浪漫譚- 維新志士への鎮魂歌                           | スタジオぎゃろっぷ | 辻初樹       | 若菜章夫                      |                                            |
| 1999年 | こちら葛飾区亀有公園前派出所 THE MOVIE                                     | スタジオぎゃろっぷ | 高松信司     | 杉村重郎 若菜章夫             |                                            |
| 2000年 | 映画おじゃる丸 約束の夏 おじゃるとせみら                                   | スタジオぎゃろっぷ | 大地丙太郎   | 若菜章夫                      |                                            |
| 2003年 | こちら葛飾区亀有公園前派出所 THE MOVIE2 UFO襲来! トルネード大作戦!!        | ぎゃろっぷ         | 高松信司     | 若菜章夫 杉村重郎             |                                            |
| 2004年 | 遊☆戯☆王デュエルモンスターズ 光のピラミッド                                | ぎゃろっぷ         | 辻初樹       | 若菜章夫                      | アニメーション制作協力：同友アニメーション |
| 2010年 | 10thアニバーサリー 劇場版 遊☆戯☆王 〜超融合!時空を越えた絆〜               | ぎゃろっぷ         | 竹下健一     | 水田賢治                      |                                            |
| 2016年 | 遊☆戯☆王 THE DARK SIDE OF DIMENSIONS                                       | ぎゃろっぷ         | 桑原智       | 土屋貴彦                      |                                            |
| 2019年 | 映画 爆釣バーハンター 謎のバーコードトライアングル!爆釣れ!神海魚ポセイドン | ぎゃろっぷ         | セトウケンジ | N/A                           | 共同制作：東映アニメーション               |
| 2020年 | 人体のサバイバル!                                                          | ぎゃろっぷ         | 奈須川充     | 杉村重郎                      | 共同制作：東映アニメーション               |
| 2021年 | 深海のサバイバル!                                                          | ぎゃろっぷ         | 入好さとる   | N/A                           | 共同制作：東映アニメーション               |
| 2022年 | 映画おしりたんてい 夢のジャンボスイートポテトまつり                        | ぎゃろっぷ         | 入好さとる   | N/A                           | 共同制作：東映アニメーション               |

### OVA
| 発売年 | タイトル                                                           | 名義               | 監督                       | アニメーション プロデューサー | 備考                                     |
| ------ | ------------------------------------------------------------------ | ------------------ | -------------------------- | ----------------------------- | ---------------------------------------- |
| 1986年 | 県立地球防衛軍                                                     | スタジオぎゃろっぷ | 早川啓二                   | 若菜章夫                      |                                          |
| 1987年 | TO-Y                                                               | スタジオぎゃろっぷ | 浜津守                     | 若菜章夫                      |                                          |
| 1988年 | 1ポンドの福音                                                      | スタジオぎゃろっぷ | さきまくら                 | 若菜章夫                      |                                          |
| 1990年 | 藤子・F・不二雄のSF短編シアター                                    | スタジオぎゃろっぷ | 望月智充 高本宣弘 尾鷲英俊 | 徳永元嘉                      | -1991年、第1巻・第3巻・第5巻のみ制作     |
| 2003年 | アニメ古典文学館 第3巻「平家物語」                                 | ぎゃろっぷ         | 飯島正勝                   | N/A                           |                                          |
| 2005年 | アイシールド21 クリスマスボウルへの道 〜南の島で特訓だ! YA-YA-!!～ | ぎゃろっぷ         | 西田正義                   | 河村義治                      | アニメーション制作協力：ゆめ太カンパニー |

### ゲーム
| 発売年 | タイトル                   | 名義               | 機種                            | 備考                                                   |
| ------ | -------------------------- | ------------------ | ------------------------------- | ------------------------------------------------------ |
| 1999年 | ソナタ                     | スタジオぎゃろっぷ | PlayStation                     | デジタル色彩・撮影、アニメーション制作                 |
| 2019年 | 爆釣ハンターズ             | ぎゃろっぷ         | Nintendo Switch                 | プロモーションビデオ制作、共同制作：東映アニメーション |
| 2020年 | プリンセスコネクト!Re:Dive | ぎゃろっぷ         | iOS / Android Microsoft Windows | 第2部 1章・5章アニメーション制作                       |

### 制作協力
| 年     | タイトル                                                                | 名義               | 制作元請                                                            | 備考                                       |
| ------ | ----------------------------------------------------------------------- | ------------------ | ------------------------------------------------------------------- | ------------------------------------------ |
| 1981年 | まいっちんぐマチコ先生                                                  | スタジオぎゃろっぷ | スタジオぴえろ                                                      | -1983年、撮影                              |
| 1981年 | うる星やつら                                                            | スタジオぎゃろっぷ | スタジオぴえろ                                                      | -1984年、撮影                              |
| 1982年 | 白い牙 ホワイトファング物語                                             | スタジオぎゃろっぷ | 日本サンライズ                                                      | 撮影                                       |
| 1982年 | 二死満塁                                                                | スタジオぎゃろっぷ | グループ・タック                                                    | 撮影                                       |
| 1982年 | ときめきトゥナイト                                                      | スタジオぎゃろっぷ | グループ・タック                                                    | -1983年、撮影                              |
| 1982年 | 対馬丸 —さようなら沖繩—                                                 | スタジオぎゃろっぷ | ヘラルド映画                                                        | 撮影                                       |
| 1983年 | うる星やつら オンリー・ユー                                             | スタジオぎゃろっぷ | スタジオぴえろ                                                      | 制作協力                                   |
| 1983年 | スプーンおばさん                                                        | スタジオぎゃろっぷ | スタジオぴえろ                                                      | -1984年、撮影                              |
| 1983年 | パーマン                                                                | スタジオぎゃろっぷ | シンエイ動画                                                        | -1985年、撮影                              |
| 1983年 | ナイン                                                                  | スタジオぎゃろっぷ | グループ・タック                                                    | 撮影                                       |
| 1983年 | 魔法の天使クリィミーマミ                                                | スタジオぎゃろっぷ | スタジオぴえろ                                                      | -1984年、撮影                              |
| 1983年 | ナイン2 恋人宣言                                                        | スタジオぎゃろっぷ | グループ・タック                                                    | 撮影                                       |
| 1983年 | ダロス                                                                  | スタジオぎゃろっぷ | スタジオぴえろ                                                      | -1984年、撮影                              |
| 1984年 | うる星やつら2 ビューティフル・ドリーマー                                | スタジオぎゃろっぷ | スタジオぴえろ                                                      | 制作協力                                   |
| 1984年 | 忍者ハットリくん+パーマン 超能力ウォーズ                                | スタジオぎゃろっぷ | シンエイ動画                                                        | 協力                                       |
| 1984年 | チックンタックン                                                        | スタジオぎゃろっぷ | スタジオぴえろ                                                      | アニメーションブレーン、撮影               |
| 1984年 | 魔法の妖精ペルシャ                                                      | スタジオぎゃろっぷ | スタジオぴえろ                                                      | -1985年、撮影                              |
| 1984年 | 超時空要塞マクロス 愛・おぼえていますか                                 | スタジオぎゃろっぷ | タツノコプロ                                                        | 動画協力、撮影協力                         |
| 1984年 | BIRTH                                                                   | スタジオぎゃろっぷ | カナメプロダクション                                                | 動画協力                                   |
| 1984年 | ナイン 完結編                                                           | スタジオぎゃろっぷ | グループ・タック                                                    | 撮影                                       |
| 1984年 | 魔法の天使クリィミーマミ 永遠のワンスモア                               | スタジオぎゃろっぷ | スタジオぴえろ                                                      | 撮影                                       |
| 1984年 | 名探偵ホームズ                                                          | スタジオぎゃろっぷ | 東京ムービー新社                                                    | -1985年、原画、制作協力                    |
| 1985年 | 星銃士ビスマルク                                                        | スタジオぎゃろっぷ | スタジオぴえろ                                                      | 撮影協力                                   |
| 1985年 | うる星やつら3 リメンバー・マイ・ラブ                                    | スタジオぎゃろっぷ | スタジオディーン                                                    | 制作協力                                   |
| 1985年 | 幻夢戦記レダ                                                            | スタジオぎゃろっぷ | カナメプロダクション                                                | 撮影                                       |
| 1985年 | カムイの剣                                                              | スタジオぎゃろっぷ | マッドハウス                                                        | 撮影                                       |
| 1985年 | タッチ                                                                  | スタジオぎゃろっぷ | グループ・タック                                                    | -1987年、制作協力                          |
| 1985年 | 魔法のスターマジカルエミ                                                | スタジオぎゃろっぷ | スタジオぴえろ                                                      | -1986年、撮影                              |
| 1985年 | ルパン三世 PARTIII                                                      | スタジオぎゃろっぷ | 東京ムービー新社                                                    | 原画、撮影                                 |
| 1985年 | ルパン三世 バビロンの黄金伝説                                           | スタジオぎゃろっぷ | 東京ムービー新社                                                    | 動画                                       |
| 1985年 | 銀河鉄道の夜                                                            | スタジオぎゃろっぷ | グループ・タック                                                    | 動画協力                                   |
| 1985年 | ハイスクール!奇面組                                                     | スタジオぎゃろっぷ | フジテレビ、NAS                                                     | -1987年、制作協力                          |
| 1985年 | 天使のたまご                                                            | スタジオぎゃろっぷ | スタジオディーン                                                    | 撮影                                       |
| 1986年 | 艶姿 魔法の三人娘                                                       | スタジオぎゃろっぷ | スタジオぴえろ                                                      | 撮影                                       |
| 1986年 | タッチ 背番号のないエース                                               | スタジオぎゃろっぷ | グループ・タック                                                    | 撮影                                       |
| 1986年 | ウインダリア                                                            | スタジオぎゃろっぷ | カナメプロダクション                                                | 撮影                                       |
| 1986年 | 天空の城ラピュタ                                                        | スタジオぎゃろっぷ | スタジオジブリ                                                      | 動画協力                                   |
| 1986年 | 銀河探査2100年 ボーダープラネット                                       | スタジオぎゃろっぷ | 手塚プロダクション                                                  | 仕上                                       |
| 1986年 | 魔女でもステディ                                                        | スタジオぎゃろっぷ | 東京メディアコネックション                                          | 撮影                                       |
| 1986年 | タッチ2 さよならの贈り物                                                | スタジオぎゃろっぷ | グループ・タック                                                    | 撮影                                       |
| 1986年 | 時空の旅人                                                              | スタジオぎゃろっぷ | マッドハウス                                                        | 協力                                       |
| 1986年 | 火の鳥 鳳凰編                                                           | スタジオぎゃろっぷ | マッドハウス                                                        | 撮影協力                                   |
| 1987年 | 超神伝説うろつき童子 -超神誕生編-                                       | スタジオぎゃろっぷ | ウエスト・ケープ・コーポレーション フェニックス・エンタテインメント | 撮影協力                                   |
| 1987年 | 夢幻紳士 冒険活劇編                                                     | スタジオぎゃろっぷ | ビクター音楽産業株式会社                                            | 制作協力                                   |
| 1987年 | 王立宇宙軍 オネアミスの翼                                               | スタジオぎゃろっぷ | GAINAX                                                              | 動画協力                                   |
| 1987年 | 陽あたり良好!                                                           | スタジオぎゃろっぷ | グループ・タック                                                    | -1988年、制作協力                          |
| 1987年 | タッチ3 君が通り過ぎたあとに -DON'T PASS ME BY-                         | スタジオぎゃろっぷ | グループ・タック                                                    | 撮影                                       |
| 1987年 | マップス 伝説のさまよえる星人たち                                       | スタジオぎゃろっぷ | 学研アニメ映像事業室                                                | 制作協力                                   |
| 1987年 | TWD EXPRESS ROLLING TAKEOFF                                             | スタジオぎゃろっぷ | 学研アニメ映像事業室                                                | 制作協力                                   |
| 1987年 | チロヌップのきつね                                                      | スタジオぎゃろっぷ | グループ・タック                                                    | 撮影                                       |
| 1987年 | アニメ三銃士                                                            | スタジオぎゃろっぷ | 学研、KORAD                                                         | -1989年、制作協力、共同制作:世映動画       |
| 1987年 | 藤子不二雄のキテレツ大百科                                              | スタジオぎゃろっぷ | フジテレビ、NAS、STAFF21                                            | 制作協力                                   |
| 1988年 | ダーティペア（OVAシリーズ版）                                           | スタジオぎゃろっぷ | サンライズ                                                          | 動画                                       |
| 1988年 | 機動警察パトレイバー                                                    | スタジオぎゃろっぷ | スタジオディーン                                                    | -1989年、撮影                              |
| 1988年 | 機甲猟兵メロウリンク                                                    | スタジオぎゃろっぷ | サンライズ                                                          | -1989年、仕上                              |
| 1989年 | ミスター味っ子                                                          | スタジオぎゃろっぷ | サンライズ                                                          | 撮影                                       |
| 1989年 | 超神伝説うろつき童子 オリジナル劇場公開版                               | スタジオぎゃろっぷ | ウエスト・ケープ・コーポレーション フェニックス・エンタテインメント | 撮影協力                                   |
| 1989年 | ルパン三世 バイバイ・リバティー・危機一発!                              | スタジオぎゃろっぷ | 東京ムービー新社                                                    | 彩色                                       |
| 1989年 | 魔女の宅急便                                                            | スタジオぎゃろっぷ | スタジオジブリ                                                      | 撮影                                       |
| 1990年 | 魔神英雄伝ワタル2                                                       | スタジオぎゃろっぷ | サンライズ                                                          | -1991年、動画                              |
| 1990年 | 「エイジ」                                                              | スタジオぎゃろっぷ | アニメイトフィルム                                                  | 仕上                                       |
| 1990年 | Licca ふしぎな不思議なユーニア物語                                      | スタジオぎゃろっぷ | 亜細亜堂                                                            | 動画協力                                   |
| 1991年 | 好色一代男                                                              | スタジオぎゃろっぷ | グルーパープロダクション                                            | 制作協力                                   |
| 1991年 | スイートスポット                                                        | スタジオぎゃろっぷ | グループ・タック                                                    | 撮影                                       |
| 1991年 | とべ!くじらのピーク                                                     | スタジオぎゃろっぷ | アーバン・プロダクト                                                | 撮影                                       |
| 1991年 | ドラゴンクエスト ダイの大冒険                                           | スタジオぎゃろっぷ | 東映動画                                                            | 撮影                                       |
| 1992年 | のぞみウィッチィズ                                                      | スタジオぎゃろっぷ | グループ・タック                                                    | 撮影                                       |
| 1993年 | ぼのぼの                                                                | スタジオぎゃろっぷ | グループ・タック                                                    | 撮影                                       |
| 1994年 | ストリートファイターII MOVIE                                            | スタジオぎゃろっぷ | グループ・タック                                                    | 撮影                                       |
| 1995年 | ストリートファイターII V                                                | スタジオぎゃろっぷ | グループ・タック                                                    | 撮影                                       |
| 1995年 | アイドル防衛隊ハミングバード'95 夢の場所へ                              | スタジオぎゃろっぷ | 葦プロダクション                                                    | 動画                                       |
| 1995年 | MEMORIES                                                                | スタジオぎゃろっぷ | STUDIO 4℃                                                           | 撮影                                       |
| 1999年 | 新世紀GPXサイバーフォーミュラSIN                                        | スタジオぎゃろっぷ | サンライズ                                                          | デジタル彩色                               |
| 1999年 | 頭文字D Second Stage                                                    | スタジオぎゃろっぷ | パステル                                                            | 仕上げ                                     |
| 1999年 | エクセル・サーガ                                                        | スタジオぎゃろっぷ | J.C.STAFF                                                           | -2000年、仕上げ協力、ペイント協力          |
| 1999年 | Di Gi Charat                                                            | スタジオぎゃろっぷ | マッドハウス                                                        | 撮影                                       |
| 2001年 | アンジェリーク 〜聖地より愛をこめて〜                                   | スタジオぎゃろっぷ | ゆめ太カンパニー                                                    | デジタル撮影協力                           |
| 2001年 | 爆転シュート ベイブレード                                               | ぎゃろっぷ         | マッドハウス→日本アニメディア                                       | -2003年、制作協力                          |
| 2003年 | アストロボーイ・鉄腕アトム                                              | ぎゃろっぷ         | 手塚プロダクション                                                  | 制作協力                                   |
| 2004年 | BLEACH                                                                  | ぎゃろっぷ         | studioぴえろ                                                        | 仕上                                       |
| 2004年 | 遙かなる時空の中で-八葉抄-                                              | ぎゃろっぷ         | ゆめ太カンパニー                                                    | 動画協力                                   |
| 2006年 | あたしンち                                                              | ぎゃろっぷ         | シンエイ動画                                                        | 動画                                       |
| 2006年 | 劇場版 遙かなる時空の中で 舞一夜                                        | ぎゃろっぷ         | ゆめ太カンパニー                                                    | 動画                                       |
| 2006年 | 幕末機関説 いろはにほへと                                               | ぎゃろっぷ         | サンライズ                                                          | 仕上                                       |
| 2006年 | 天保異聞 妖奇士                                                         | ぎゃろっぷ         | ボンズ                                                              | -2007年、動画                              |
| 2006年 | 結界師                                                                  | ぎゃろっぷ         | サンライズ                                                          | -2007年、動画                              |
| 2006年 | 劇場版 どうぶつの森                                                     | ぎゃろっぷ         | OLM                                                                 | 動画                                       |
| 2007年 | 月面兎兵器ミーナ                                                        | ぎゃろっぷ         | GONZO                                                               | 動画                                       |
| 2007年 | REIDEEN                                                                 | ぎゃろっぷ         | Production I.G                                                      | 動画                                       |
| 2007年 | ケータイ少女                                                            | ぎゃろっぷ         | スタジオ雲雀                                                        | 動画                                       |
| 2007年 | ながされて藍蘭島                                                        | ぎゃろっぷ         | feel.                                                               | 動画                                       |
| 2007年 | おおきく振りかぶって                                                    | ぎゃろっぷ         | A-1 Pictures                                                        | 動画                                       |
| 2007年 | D.C.II 〜ダ・カーポII〜                                                 | ぎゃろっぷ         | feel.                                                               | 動画                                       |
| 2007年 | ナイトウィザード The ANIMATION                                          | ぎゃろっぷ         | ハルフィルムメーカー                                                | 動画                                       |
| 2007年 | 神霊狩/GHOST HOUND                                                      | ぎゃろっぷ         | Production I.G                                                      | 動画                                       |
| 2007年 | ツバサ TOKYO REVELATIONS                                                | ぎゃろっぷ         | Production I.G                                                      | 動画                                       |
| 2007年 | NARUTO -ナルト- 疾風伝                                                  | ぎゃろっぷ         | studioぴえろ                                                        | -2015年、第二原画、動画                    |
| 2008年 | 湾岸ミッドナイト                                                        | ぎゃろっぷ         | A・C・G・T                                                          | 動画                                       |
| 2008年 | D.C.II S.S. 〜ダ・カーポII セカンドシーズン〜                           | ぎゃろっぷ         | feel.                                                               | 動画                                       |
| 2008年 | 絶対可憐チルドレン                                                      | ぎゃろっぷ         | SynergySP                                                           | -2009年、デジタル彩色                      |
| 2008年 | RD 潜脳調査室                                                           | ぎゃろっぷ         | Production I.G                                                      | 動画                                       |
| 2008年 | 薬師寺涼子の怪奇事件簿                                                  | ぎゃろっぷ         | 動画工房                                                            | 動画                                       |
| 2008年 | ワールド・デストラクション                                              | ぎゃろっぷ         | Production I.G                                                      | 動画                                       |
| 2008年 | デトロイト・メタル・シティ                                              | ぎゃろっぷ         | STUDIO 4℃                                                           | 動画                                       |
| 2008年 | 屍姫                                                                    | ぎゃろっぷ         | GAINAX feel.                                                        | 動画協力                                   |
| 2008年 | のだめカンタービレ 巴里編                                               | ぎゃろっぷ         | J.C.STAFF                                                           | 動画                                       |
| 2008年 | ミチコとハッチン                                                        | ぎゃろっぷ         | マングローブ                                                        | 動画                                       |
| 2008年 | 劇場版MAJOR メジャー 友情の一球                                         | ぎゃろっぷ         | XEBEC                                                               | 原画、動画                                 |
| 2009年 | ツバサ 春雷記                                                           | ぎゃろっぷ         | Production I.G                                                      | 動画                                       |
| 2009年 | 初恋限定。                                                              | ぎゃろっぷ         | J.C.STAFF                                                           | 動画                                       |
| 2009年 | とある科学の超電磁砲                                                    | ぎゃろっぷ         | J.C.STAFF                                                           | 動画                                       |
| 2010年 | ちゅーぶら!!                                                            | ぎゃろっぷ         | ZEXCS                                                               | 動画                                       |
| 2010年 | HEROMAN                                                                 | ぎゃろっぷ         | ボンズ                                                              | 動画                                       |
| 2011年 | ロウきゅーぶ!                                                           | ぎゃろっぷ         | project No.9 スタジオブラン                                         | 動画                                       |
| 2011年 | BLOOD-C                                                                 | ぎゃろっぷ         | Production I.G                                                      | 仕上げ                                     |
| 2011年 | ラストエグザイル-銀翼のファム-                                          | ぎゃろっぷ         | GONZO                                                               | 動画                                       |
| 2011年 | UN-GO                                                                   | ぎゃろっぷ         | ボンズ                                                              | 動画                                       |
| 2012年 | マジック・ツリーハウス                                                  | ぎゃろっぷ         | 亜細亜堂                                                            | 原画                                       |
| 2012年 | あらしのよるに 〜ひみつのともだち〜                                     | ぎゃろっぷ         | Sparky Animation 獏エンタープライズ                                 | 制作協力、共同制作:旭プロダクション、XEBEC |
| 2012年 | ジュエルペット スウィーツダンスプリンセス                               | ぎゃろっぷ         | スタジオコメット                                                    | 原画                                       |
| 2012年 | クレヨンしんちゃん                                                      | ぎゃろっぷ         | シンエイ動画                                                        | -2020年、動画                              |
| 2012年 | ヱヴァンゲリヲン新劇場版:Q                                              | ぎゃろっぷ         | カラー                                                              | 仕上げ                                     |
| 2012年 | 劇場版イナズマイレブンGO vs ダンボール戦機W                             | ぎゃろっぷ         | OLM                                                                 | 作画・仕上げ協力                           |
| 2012年 | ONE PIECE FILM Z                                                        | ぎゃろっぷ         | 東映アニメーション                                                  | 協力プロダクション                         |
| 2012年 | 金田一少年の事件簿 黒魔術殺人事件                                       | ぎゃろっぷ         | 東映アニメーション                                                  | 制作協力                                   |
| 2013年 | キューティクル探偵因幡                                                  | ぎゃろっぷ         | ZEXCS                                                               | 動画                                       |
| 2013年 | ちはやふる2                                                             | ぎゃろっぷ         | マッドハウス                                                        | 第二原画                                   |
| 2013年 | アルヴ・レズル -機械仕掛けの妖精たち-                                   | ぎゃろっぷ         | ZEXCS                                                               | 動画                                       |
| 2013年 | 惡の華                                                                  | ぎゃろっぷ         | ZEXCS                                                               | 動画                                       |
| 2013年 | ジュエルペット ハッピネス                                               | ぎゃろっぷ         | スタジオコメット                                                    | 原画、第二原画、動画、デジタルペイント     |
| 2013年 | 超次元ゲイム ネプテューヌ THE ANIMATION                                 | ぎゃろっぷ         | デイヴィッドプロダクション                                          | 動画                                       |
| 2013年 | げんしけん 二代目                                                       | ぎゃろっぷ         | Production I.G                                                      | 第二原画                                   |
| 2013年 | 史上最強の弟子ケンイチ 闇の襲撃                                         | ぎゃろっぷ         | ブレインズ・ベース                                                  | -2014年、第二原画、動画、彩色              |
| 2013年 | ミス・モノクローム                                                      | ぎゃろっぷ         | ライデンフィルム サンジゲン                                         | 第二原画                                   |
| 2013年 | 黒子のバスケ（第2期）                                                   | ぎゃろっぷ         | Production I.G                                                      | 動画、デジタルペイント                     |
| 2013年 | ドラえもん                                                              | ぎゃろっぷ         | シンエイ動画                                                        | -2020年、動画                              |
| 2013年 | ガイストクラッシャー                                                    | ぎゃろっぷ         | studioぴえろ                                                        | 第二原画                                   |
| 2014年 | 最近、妹のようすがちょっとおかしいんだが。                              | ぎゃろっぷ         | project No.9                                                        | 動画                                       |
| 2014年 | ディーふらぐ!                                                           | ぎゃろっぷ         | ブレインズ・ベース                                                  | 第二原画、動画                             |
| 2014年 | 鬼灯の冷徹                                                              | ぎゃろっぷ         | WIT STUDIO                                                          | 動画                                       |
| 2014年 | サザエさん                                                              | ぎゃろっぷ         | エイケン                                                            | -2020年、撮影、制作協力                    |
| 2014年 | TIGER & BUNNY -The Rising-                                              | ぎゃろっぷ         | サンライズ                                                          | 動画、仕上げ                               |
| 2014年 | ONE PIECE “3D2Y” エースの死を越えて! ルフィ仲間との誓い                 | ぎゃろっぷ         | 東映アニメーション                                                  | 協力プロダクション                         |
| 2014年 | レディ ジュエルペット                                                   | ぎゃろっぷ         | スタジオコメット ZEXCS                                              | 動画・仕上協力                             |
| 2014年 | テラフォーマーズ                                                        | ぎゃろっぷ         | ライデンフィルム                                                    | 第二原画                                   |
| 2014年 | 魔弾の王と戦姫                                                          | ぎゃろっぷ         | サテライト                                                          | 動画                                       |
| 2014年 | ワールドトリガー                                                        | ぎゃろっぷ         | 東映アニメーション                                                  | 原画、動画、デジタル彩色                   |
| 2014年 | 暁のヨナ                                                                | ぎゃろっぷ         | studioぴえろ                                                        | 動画                                       |
| 2014年 | 棺姫のチャイカ AVENGING BATTLE                                          | ぎゃろっぷ         | ボンズ                                                              | 動画                                       |
| 2014年 | 劇場版 アイカツ!                                                        | ぎゃろっぷ         | サンライズ                                                          | 第二原画、動画                             |
| 2015年 | 蒼穹のファフナー EXODUS                                                 | ぎゃろっぷ         | XEBEC                                                               | ペイント                                   |
| 2015年 | ローリング☆ガールズ                                                     | ぎゃろっぷ         | WIT STUDIO                                                          | 動画                                       |
| 2015年 | 城下町のダンデライオン                                                  | ぎゃろっぷ         | プロダクションアイムズ                                              | 第二原画、動画、仕上                       |
| 2015年 | 赤髪の白雪姫                                                            | ぎゃろっぷ         | ボンズ                                                              | 動画                                       |
| 2015年 | ONE PIECE エピソードオブサボ 〜3兄弟の絆 奇跡の再会と受け継がれる意志〜 | ぎゃろっぷ         | 東映アニメーション                                                  | 協力プロダクション                         |
| 2015年 | アイカツ!                                                               | ぎゃろっぷ         | バンダイナムコピクチャーズ                                          | 第二原画、動画                             |
| 2015年 | 屍者の帝国                                                              | ぎゃろっぷ         | WIT STUDIO                                                          | 動画                                       |
| 2015年 | スタミュ                                                                | ぎゃろっぷ         | C-Station                                                           | 第二原画                                   |
| 2015年 | コンクリート・レボルティオ〜超人幻想〜                                  | ぎゃろっぷ         | ボンズ                                                              | 動画                                       |
| 2015年 | ノラガミ ARAGOTO                                                        | ぎゃろっぷ         | ボンズ                                                              | 動画                                       |
| 2015年 | 金田一少年の事件簿R（第2期）                                            | ぎゃろっぷ         | 東映アニメーション                                                  | 原画                                       |
| 2015年 | 緋弾のアリアAA                                                          | ぎゃろっぷ         | 動画工房                                                            | 仕上げ                                     |
| 2015年 | 新あたしンち                                                            | ぎゃろっぷ         | シンエイ動画                                                        | -2016年、動画                              |
| 2016年 | 石膏ボーイズ                                                            | ぎゃろっぷ         | ライデンフィルム                                                    | 第二原画                                   |
| 2016年 | 赤髪の白雪姫 2ndシーズン                                                | ぎゃろっぷ         | ボンズ                                                              | 動画                                       |
| 2016年 | シンドバッド 魔法のランプと動く島                                       | ぎゃろっぷ         | 日本アニメーション                                                  | 動画                                       |
| 2016年 | マギ シンドバッドの冒険                                                 | ぎゃろっぷ         | Lay-duce                                                            | ペイント                                   |
| 2016年 | 田中くんはいつもけだるげ                                                | ぎゃろっぷ         | SILVER LINK.                                                        | 第二原画                                   |
| 2016年 | あんハピ♪                                                               | ぎゃろっぷ         | SILVER LINK.                                                        | 第二原画                                   |
| 2016年 | ラブライブ!サンシャイン!!                                               | ぎゃろっぷ         | サンライズ                                                          | 動画                                       |
| 2016年 | DAYS                                                                    | ぎゃろっぷ         | MAPPA                                                               | 第二原画                                   |
| 2016年 | NEW GAME!                                                               | ぎゃろっぷ         | 動画工房                                                            | 仕上げ                                     |
| 2016年 | クレヨンしんちゃん外伝 エイリアン vs. しんのすけ                        | ぎゃろっぷ         | シンエイ動画                                                        | 動画                                       |
| 2016年 | 文豪ストレイドッグス（第2シーズン）                                     | ぎゃろっぷ         | ボンズ                                                              | 動画                                       |
| 2016年 | うたの☆プリンスさまっ♪ マジLOVEレジェンドスター                         | ぎゃろっぷ         | A-1 Pictures                                                        | 第二原画                                   |
| 2016年 | クレヨンしんちゃん外伝 おもちゃウォーズ                                 | ぎゃろっぷ         | シンエイ動画                                                        | -2017年、動画                              |
| 2016年 | ブラッククローバー（OVA版）                                             | ぎゃろっぷ         | XEBEC                                                               | 動画                                       |
| 2016年 | ユーリ!!! on ICE                                                        | ぎゃろっぷ         | MAPPA                                                               | 第二原画                                   |
| 2016年 | ポッピンQ                                                               | ぎゃろっぷ         | 東映アニメーション                                                  | 協力プロダクション                         |
| 2017年 | 劇場版 ソードアート・オンライン -オーディナル・スケール-                | ぎゃろっぷ         | A-1 Pictures                                                        | 動画                                       |
| 2017年 | 宇宙戦艦ヤマト2202 愛の戦士たち                                         | ぎゃろっぷ         | XEBEC                                                               | 動画                                       |
| 2017年 | ちゃらんぽ島の冒険                                                      | ぎゃろっぷ         | スタジオコメット                                                    | 動画                                       |
| 2017年 | 笑ゥせぇるすまんNEW                                                     | ぎゃろっぷ         | シンエイ動画                                                        | 第二原画                                   |
| 2017年 | スタミュ（第2期）                                                       | ぎゃろっぷ         | C-Station                                                           | 第二原画                                   |
| 2017年 | ONE PIECE                                                               | ぎゃろっぷ         | 東映アニメーション                                                  | -2020年、原画                              |
| 2017年 | 神撃のバハムート VIRGIN SOUL                                            | ぎゃろっぷ         | MAPPA                                                               | 第二原画                                   |
| 2017年 | 将国のアルタイル                                                        | ぎゃろっぷ         | MAPPA                                                               | 第二原画                                   |
| 2017年 | 賭ケグルイ                                                              | ぎゃろっぷ         | MAPPA                                                               | 第二原画                                   |
| 2017年 | モンソニ! ダルタニャンのアイドル宣言                                    | ぎゃろっぷ         | ライデンフィルム                                                    | 第二原画                                   |
| 2017年 | 僕のヒーローアカデミア（第2期）                                         | ぎゃろっぷ         | ボンズ                                                              | 第二原画                                   |
| 2017年 | プリプリちぃちゃん!!                                                    | ぎゃろっぷ         | OLM                                                                 | 第二原画                                   |
| 2017年 | ラブライブ!サンシャイン!!（第2期）                                      | ぎゃろっぷ         | サンライズ                                                          | 動画                                       |
| 2017年 | BORUTO-ボルト- -NARUTO NEXT GENERATIONS-                                | ぎゃろっぷ         | studioぴえろ                                                        | デジタル彩色                               |
| 2017年 | 牙狼-GARO- -VANISHING LINE-                                             | ぎゃろっぷ         | MAPPA                                                               | 第二原画                                   |
| 2017年 | いぬやしき                                                              | ぎゃろっぷ         | MAPPA                                                               | 第二原画                                   |
| 2017年 | Fate/stay night [Heaven's Feel] I.presage flower                        | ぎゃろっぷ         | ufotable                                                            | 仕上げ                                     |
| 2017年 | アイカツスターズ!                                                       | ぎゃろっぷ         | バンダイナムコピクチャーズ                                          | 動画                                       |
| 2017年 | モンスターハンター ストーリーズ RIDE ON                                 | ぎゃろっぷ         | デイヴィッドプロダクション                                          | 仕上げ                                     |
| 2017年 | 魔法陣グルグル                                                          | ぎゃろっぷ         | Production I.G                                                      | 動画                                       |
| 2017年 | 曇天に笑う〈外伝〉 〜決別、犲の誓い〜                                   | ぎゃろっぷ         | WIT STUDIO                                                          | 動画                                       |
| 2018年 | ゆるキャン△                                                             | ぎゃろっぷ         | C-Station                                                           | 第二原画                                   |
| 2018年 | 覇穹 封神演義                                                           | ぎゃろっぷ         | C-Station                                                           | 第二原画                                   |
| 2018年 | A.I.C.O. Incarnation                                                    | ぎゃろっぷ         | ボンズ                                                              | 第二原画                                   |
| 2018年 | 銀河英雄伝説 Die Neue These 邂逅                                        | ぎゃろっぷ         | Production I.G                                                      | 動画                                       |
| 2018年 | アイカツフレンズ!                                                       | ぎゃろっぷ         | バンダイナムコピクチャーズ                                          | -2019年、動画                              |
| 2018年 | メガロボクス                                                            | ぎゃろっぷ         | TMS/3xCube                                                          | 動画                                       |
| 2018年 | されど罪人は竜と踊る Dances with the Dragons                            | ぎゃろっぷ         | セブン・アークス・ピクチャーズ                                      | 仕上                                       |
| 2018年 | イナズマイレブン アレスの天秤                                           | ぎゃろっぷ         | OLM                                                                 | 仕上                                       |
| 2018年 | あまんちゅ! 〜あどばんす〜                                              | ぎゃろっぷ         | J.C.STAFF                                                           | 仕上げ                                     |
| 2018年 | BANANA FISH                                                             | ぎゃろっぷ         | MAPPA                                                               | 第二原画                                   |
| 2018年 | 少女☆歌劇 レヴュースタァライト                                          | ぎゃろっぷ         | キネマシトラス                                                      | 第二原画                                   |
| 2018年 | 僕のヒーローアカデミア（第3期）                                         | ぎゃろっぷ         | ボンズ                                                              | 動画                                       |
| 2018年 | DOUBLE DECKER! ダグ&キリル                                              | ぎゃろっぷ         | サンライズ                                                          | 動画                                       |
| 2018年 | ゴールデンカムイ（第二期）                                              | ぎゃろっぷ         | ジェノスタジオ                                                      | 第二原画                                   |
| 2019年 | どろろ                                                                  | ぎゃろっぷ         | MAPPA 手塚プロダクション                                            | 第二原画                                   |
| 2019年 | モブサイコ100 II                                                        | ぎゃろっぷ         | ボンズ                                                              | 動画                                       |
| 2019年 | 盾の勇者の成り上がり                                                    | ぎゃろっぷ         | キネマシトラス                                                      | 第二原画                                   |
| 2019年 | かつて神だった獣たちへ                                                  | ぎゃろっぷ         | MAPPA                                                               | 第二原画                                   |
| 2019年 | からかい上手の高木さん2                                                 | ぎゃろっぷ         | シンエイ動画                                                        | 動画                                       |
| 2019年 | ダンジョンに出会いを求めるのは間違っているだろうかII                    | ぎゃろっぷ         | J.C.STAFF                                                           | 仕上げ協力                                 |
| 2019年 | パズドラ                                                                | ぎゃろっぷ         | studioぴえろ                                                        | 第二原画、動画、ペイント                   |
| 2019年 | ブラッククローバー                                                      | ぎゃろっぷ         | studioぴえろ                                                        | 第二原画                                   |
| 2019年 | 空の青さを知る人よ                                                      | ぎゃろっぷ         | CloverWorks                                                         | 仕上                                       |
| 2019年 | 冴えない彼女の育てかた Fine                                             | ぎゃろっぷ         | CloverWorks                                                         | 動画                                       |
| 2020年 | 僕のヒーローアカデミア（第4期）                                         | ぎゃろっぷ         | ボンズ                                                              | 動画                                       |
| 2020年 | 劇場版 メイドインアビス 深き魂の黎明                                    | ぎゃろっぷ         | キネマシトラス                                                      | 仕上                                       |
| 2020年 | LISTENERS リスナーズ                                                    | ぎゃろっぷ         | MAPPA                                                               | 第二原画                                   |
| 2020年 | おしりたんてい（第4期）                                                 | ぎゃろっぷ         | 東映アニメーション                                                  | 協力プロダクション                         |
| 2020年 | デジモンアドベンチャー:                                                 | ぎゃろっぷ         | 東映アニメーション                                                  | -2021年、撮影                              |
| 2020年 | 富豪刑事 Balance:UNLIMITED                                              | ぎゃろっぷ         | CloverWorks                                                         | 動画                                       |
| 2020年 | 半妖の夜叉姫                                                            | ぎゃろっぷ         | サンライズ                                                          | 動画                                       |
| 2020年 | ジョゼと虎と魚たち                                                      | ぎゃろっぷ         | ボンズ                                                              | 動画                                       |
| 2021年 | SK∞ エスケーエイト                                                      | ぎゃろっぷ         | ボンズ                                                              | ペイント協力                               |
| 2021年 | トロピカル〜ジュ!プリキュア                                             | ぎゃろっぷ         | 東映アニメーション                                                  | -2022年、原画                              |
| 2021年 | 僕のヒーローアカデミア（第5期）                                         | ぎゃろっぷ         | ボンズ                                                              | 第二原画                                   |
| 2021年 | ましろのおと                                                            | ぎゃろっぷ         | シンエイ動画                                                        | 第二原画                                   |
| 2021年 | ゾンビランドサガ リベンジ                                               | ぎゃろっぷ         | MAPPA                                                               | 第二原画                                   |
| 2021年 | 映画大好きポンポさん                                                    | ぎゃろっぷ         | CLAP                                                                | 動画                                       |
| 2021年 | 機動戦士ガンダム 閃光のハサウェイ                                       | ぎゃろっぷ         | サンライズ                                                          | 動画                                       |
| 2021年 | 僕のヒーローアカデミア THE MOVIE ワールド ヒーローズ ミッション         | ぎゃろっぷ         | ボンズ                                                              | 第二原画                                   |
| 2021年 | 半妖の夜叉姫 弐の章                                                     | ぎゃろっぷ         | サンライズ                                                          | 第二原画                                   |
| 2021年 | デジモンゴーストゲーム                                                  | ぎゃろっぷ         | 東映アニメーション                                                  | -2023年、原画                              |
| 2021年 | スーパー・クルックス                                                    | ぎゃろっぷ         | ボンズ                                                              | 第二原画                                   |
| 2021年 | フラ・フラダンス                                                        | ぎゃろっぷ         | バンダイナムコピクチャーズ                                          | 第二原画                                   |
| 2022年 | デリシャスパーティ♡プリキュア                                           | ぎゃろっぷ         | 東映アニメーション                                                  | -2023年、デジタル撮影                      |
| 2022年 | TIGER & BUNNY 2                                                         | ぎゃろっぷ         | バンダイナムコピクチャーズ                                          | 第二原画                                   |
| 2022年 | ダンス・ダンス・ダンスール                                              | ぎゃろっぷ         | MAPPA                                                               | 第二原画                                   |
| 2022年 | 映画 ゆるキャン△                                                        | ぎゃろっぷ         | C-Station                                                           | 第二原画                                   |
| 2022年 | 賭ケグルイ双                                                            | ぎゃろっぷ         | MAPPA                                                               | 第二原画                                   |
| 2022年 | 映画 デリシャスパーティ♡プリキュア 夢みる♡お子さまランチ!               | ぎゃろっぷ         | 東映アニメーション                                                  | 協力プロダクション                         |
| 2022年 | 僕のヒーローアカデミア（第6期）                                         | ぎゃろっぷ         | ボンズ                                                              | 動画                                       |
| 2022年 | BLEACH 千年血戦篇                                                       | ぎゃろっぷ         | studioぴえろ                                                        | 動画、第二原画                             |
| 2022年 | チェンソーマン                                                          | ぎゃろっぷ         | MAPPA                                                               | 動画                                       |
| 2023年 | とんでもスキルで異世界放浪メシ                                          | ぎゃろっぷ         | MAPPA                                                               | 第二原画                                   |
| 2023年 | 文豪ストレイドッグス（第4シーズン）                                     | ぎゃろっぷ         | ボンズ                                                              | 動画                                       |
| 2023年 | 地獄楽                                                                  | ぎゃろっぷ         | MAPPA                                                               | 第二原画                                   |
| 2023年 | 魔法使いの嫁 SEASON2                                                    | ぎゃろっぷ         | スタジオカフカ                                                      | 第二原画                                   |

### その他
| 年     | タイトル                             | 名義               | 備考                                   |
| ------ | ------------------------------------ | ------------------ | -------------------------------------- |
| 1987年 | 藤子不二雄のバケルくん               | スタジオぎゃろっぷ | アニメーションパート制作               |
| 1987年 | 鉄仮面を追え『ダルタニャン』物語より | スタジオぎゃろっぷ | パイロットフィルム制作 共同制作：学研  |
| 1996年 | GO CRAZY 銃弾を駆け抜けろ!           | スタジオぎゃろっぷ | 協力 東映Vシネマ作品                   |
| 2011年 | 毎日かあさん                         | ぎゃろっぷ         | アニメーションパート制作 共同制作：NAS |
| 2017年 | FNS27時間テレビ にほんのれきし       | ぎゃろっぷ         | アニメーションパート制作               |

## 関連人物

### アニメーター・演出家
- 赤城博昭
- 井口忠一
- 池端隆史
- 石井邦幸
- 石田慶一
- 板津匡覧
- 市野瀬亜由美
- 牛草健
- 宇代祐規
- 荏原裕子
- 大西紀子
- 小川純平
- 小野勝巳
- 音地正行
- 加々美高浩
- 加藤敏幸
- 加藤寛崇
- 工藤裕加
- 下司泰弘
- 児谷直樹

- 小林一幸
- 桜井弘明
- 佐藤竜雄
- 佐藤雄三
- 沢田正人
- 鴫野彰
- セトウケンジ
- 大地丙太郎
- 高田昌宏
- 高橋良輔
- 高本宣弘
- 田中理子
- 丹内司
- 辻初樹
- 鶴田寛
- 時永宜幸
- 中田亜希子
- 奈須川充
- なみきまさと
- 西田章二

- 秦野三和子
- 早川啓二
- 原憲一
- 菱川直樹
- 広江克己
- ふくだのりゆき
- まついひとゆき
- 茉田哲明
- 丸山修二
- 水谷貴哉
- 武藤公春
- むらせまいこ
- 山内昇寿郎
- 山本隆太
- 横田明美
- 横山彰利
- 吉田光昭
- 和田高明
- 渡部高志
- 渡辺はじめ

### 制作
- 河村義治
- 神田修吉
- 木村健吾
- 小板橋司
- 杉村重郎
- 土屋貴彦

- 別府幸司
- 若菜章夫
- 田中日出男
- 徳永元嘉
- 和崎伸之

### その他
- 赤沢賢二
- 枝光弘明
- 貝森優一
- 風村久生

- 中川晶男
- 星知良
- 横井正人

## 同社スタッフ・OBが独立・起業した会社
現在
- アンサー・スタジオ - 東京ムービー出身で当社で制作を務めた徳永元嘉がウォルト・ディズニー・アニメーション・スタジオ・ジャパンの2代目代表を経て、同社の閉鎖・レイオフを機に2004年に設立。

過去
- 東京キッズ - 制作を務めた木村健吾が1990年に設立。2008年に倒産。